# برادران شیردل
برادران شیردل (به انگلیسی: The Brothers Lionheart) نام کتابی است از آسترید لیندگرن نویسنده سوئدی که در پاییز ۱۹۷۳ منتشر شد.
خانم لیندگرن در سال ۱۹۷۷ این داستان را به شکل فیلم‌نامه نوشت و فیلم «برادران شیردل» به کارگردانی «اوله هِلبوم» بر اساس آن ساخته شد.
این کتاب در سال ۱۳۷۶ توسط انتشارات نقطه به فارسی ترجمه و چاپ شده‌است. یکی از برگردان‌های فارسی آن با نام درهٔ گل سرخ منتشر شده‌است.

## خلاصه داستان
این کتاب داستان دو برادر به نام‌های یوناتان و کارل است. کارل، برادر کوچکتر، کودکی بیمار است که از لحاظ عاطفی به برادر بزرگتر خود بسیار وابسته است. کارل به‌طور اتفاقی پی می‌برد که به زودی خواهد مرد؛ یوناتان برای دلداری دادن به او، از سرزمینی زیبا و افسانه‌ای به نام نانگیالا (Nangijala) صحبت می‌کند که آدم‌ها پس از مرگ به آنجا می‌روند. کمی بعد در یک آتش‌سوزی، یوناتان می‌میرد. کارل که بعد از مرگ یوناتان زندگی خودش را غم‌انگیز می‌بیند، بی‌صبرانه منتظر است تا او هم به نانگیالا برود و در کنار یوناتان قرار بگیرد. او که بیمار است، پس از مدتی به او می‌پیوندد و در درهٔ گیلاس، زندگی سرشار از آرامشی را با برادرش آغاز می‌کند. اما به زودی متوجه می‌شود در سرزمینی به نام درهٔ گل سرخ که در همسایگی آنها واقع شده‌است، شخص بی‌رحم و زورگویی به نام تنگیل (Tengil) حکومت می‌کند که آرامش و آزادی را بر مردمش سلب کرده‌است. او در می‌یابد که برادرش در این مدت با همراهی اهالی این سرزمین مبارزاتی را در برابر این حاکم زورگو آغاز کرده‌است. او که برادر خود را سمبل شجاعت می‌داند، خواسته و ناخواسته پا به پای او در مسیر مبارزه با شر و پلیدی مبارزه می‌کند.